# 伯伊萊奧勒內什蒂
伯伊萊奧勒內什蒂是一座羅馬尼亞瓦拉幾亞地区沃爾恰縣的小疗养城市，位於該國中部，距離首府勒姆尼庫沃爾恰15公里。面積168.34平方公里，海拔高度430米，2009年人口4,559。

## 地理位置
伯伊萊奧勒內什蒂位于南喀尔巴阡山脉的南侧。

## 历史
伯伊萊奧勒內什蒂首次在1527年在一份文献里被提及。至少从1760年开始当地泉水的疗养作用就已经知名了。1821年许多瓦拉幾亞贵族逃避图多尔·弗拉基米列斯库的革命逃到伯伊萊奧勒內什蒂。1830年医生卡尔·希勒首次分析了当地泉水的成分。此后当地开设泉浴和饮泉疗养服务。1835年当地已经有5间有暖气的客房，可以收容30名疗养顾客。1854年经过新的测试后给每个泉口都编排了各自的疗养表格。1873年在维也纳的世界博览会上伯伊萊奧勒內什蒂的矿泉水也被展出。1877年市内有三座旅馆。当时的疗养季节从每年5月20日到9月15日。1895年一场大水摧毁了所有疗养设施。一直到1904年疗养服务才能够恢复。1905年到1912年间建造疗养院。1915年当地有约2000名疗养顾客。1933年/34年曾经有人把当地的矿泉水装瓶送到布加勒斯特去卖。1953年伯伊萊奧勒內什蒂被提升为市。从那个时候开始当地的疗养设施全年开放。第二次世界大战后共产党不断按其计划扩建伯伊萊奧勒內什蒂。到1983年当地已经每年有4万疗养顾客。1974年罗马尼亚独裁者尼古拉·齐奥塞斯库在伯伊萊奧勒內什蒂给他的妻子埃列娜·齐奥塞斯库建造了一座洋房。1989年羅馬尼亞革命后旅游业依然是当地最重要的经济来源。

## 居民
1930年今天的伯伊萊奧勒內什蒂境内有3050名居民，其中50名罗姆人，其他是罗马尼亚人。2002年人口普查时市内有4610名居民，其中4565名罗马尼亚人和36名罗姆人。

## 交通
伯伊萊奧勒內什蒂没有铁路。从伯伊萊奧勒內什蒂有定点公共汽车去往罗马尼亚的大城市。

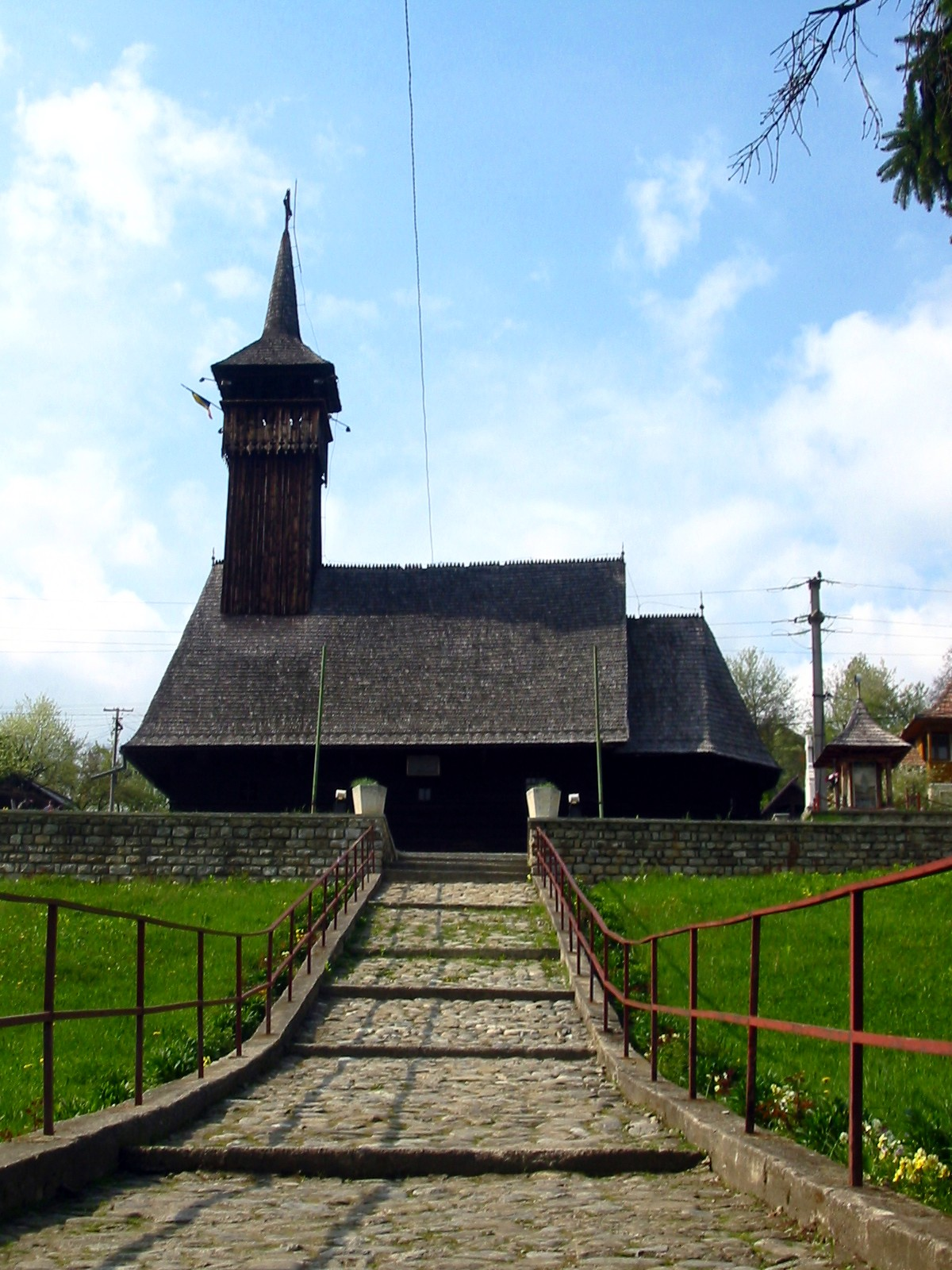
Holzkirche Sf. Pantelimon

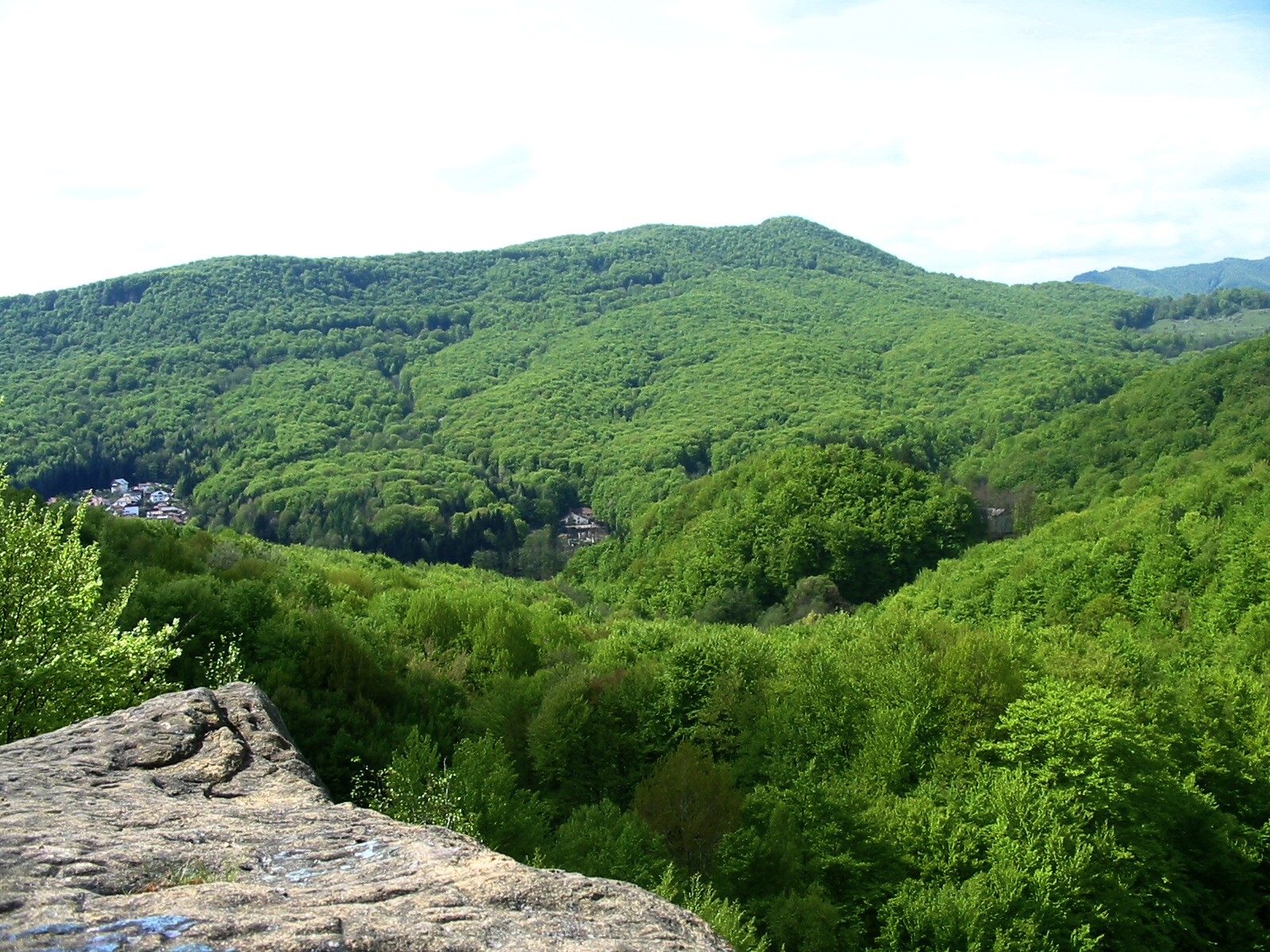
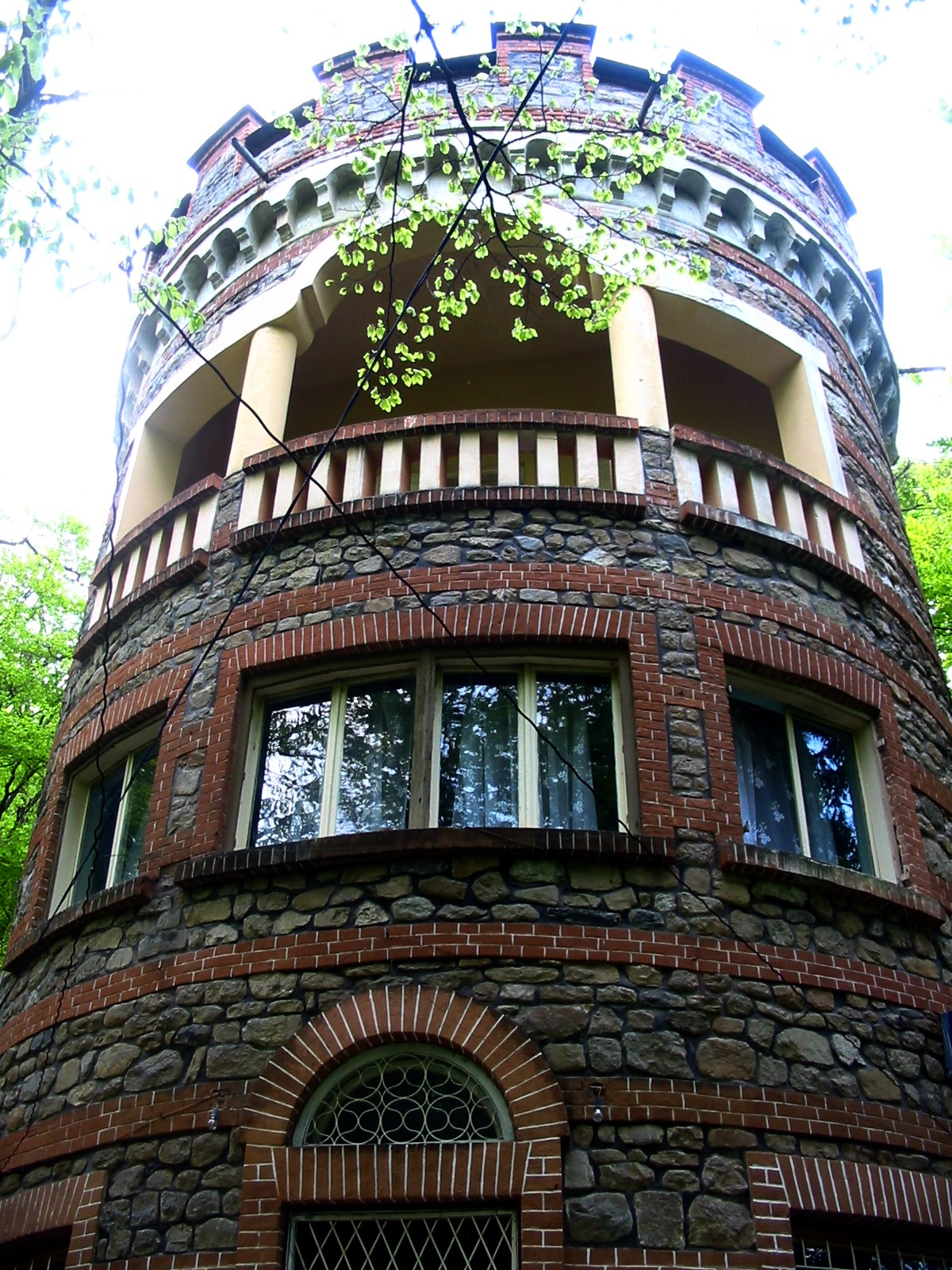
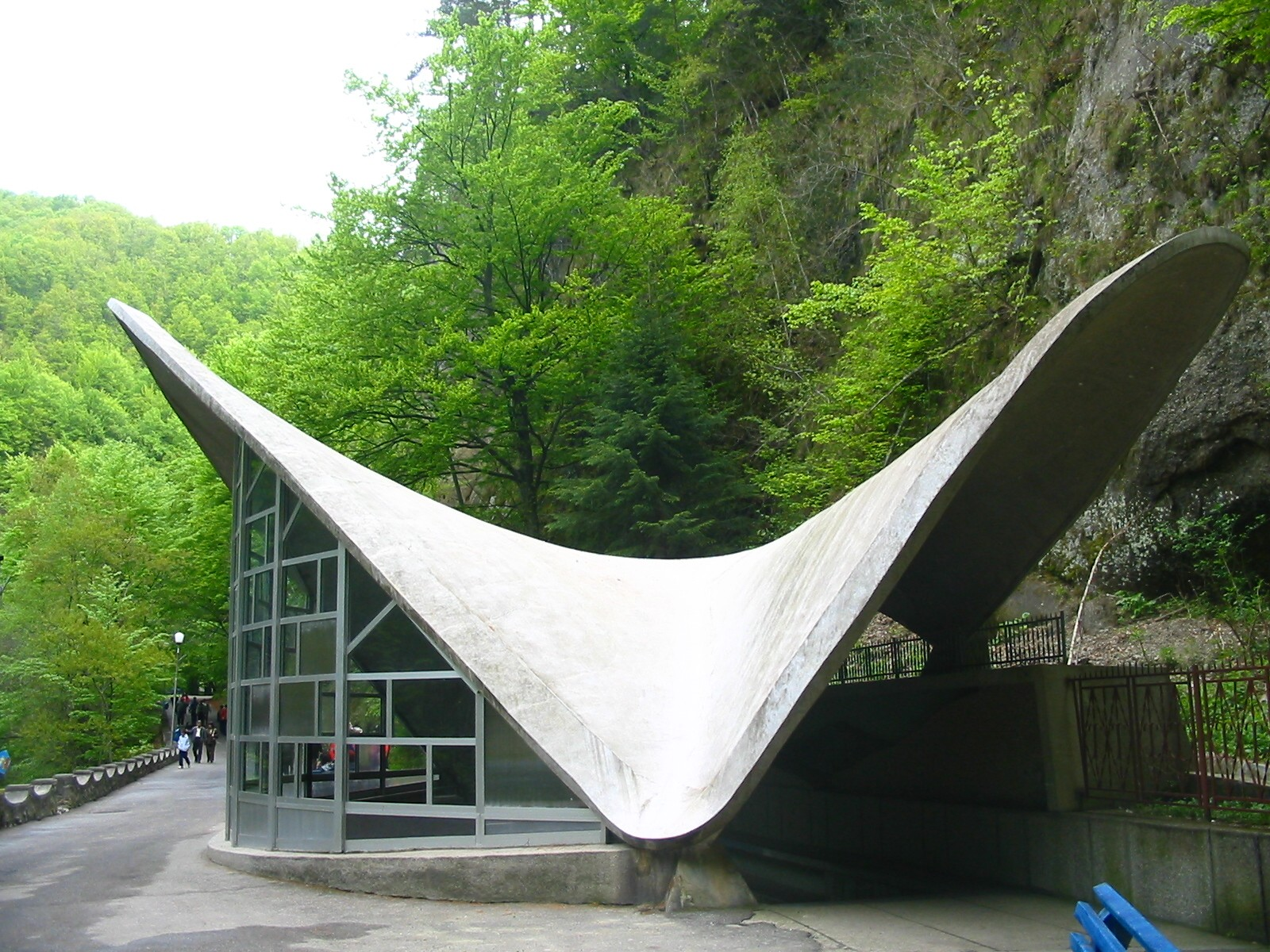
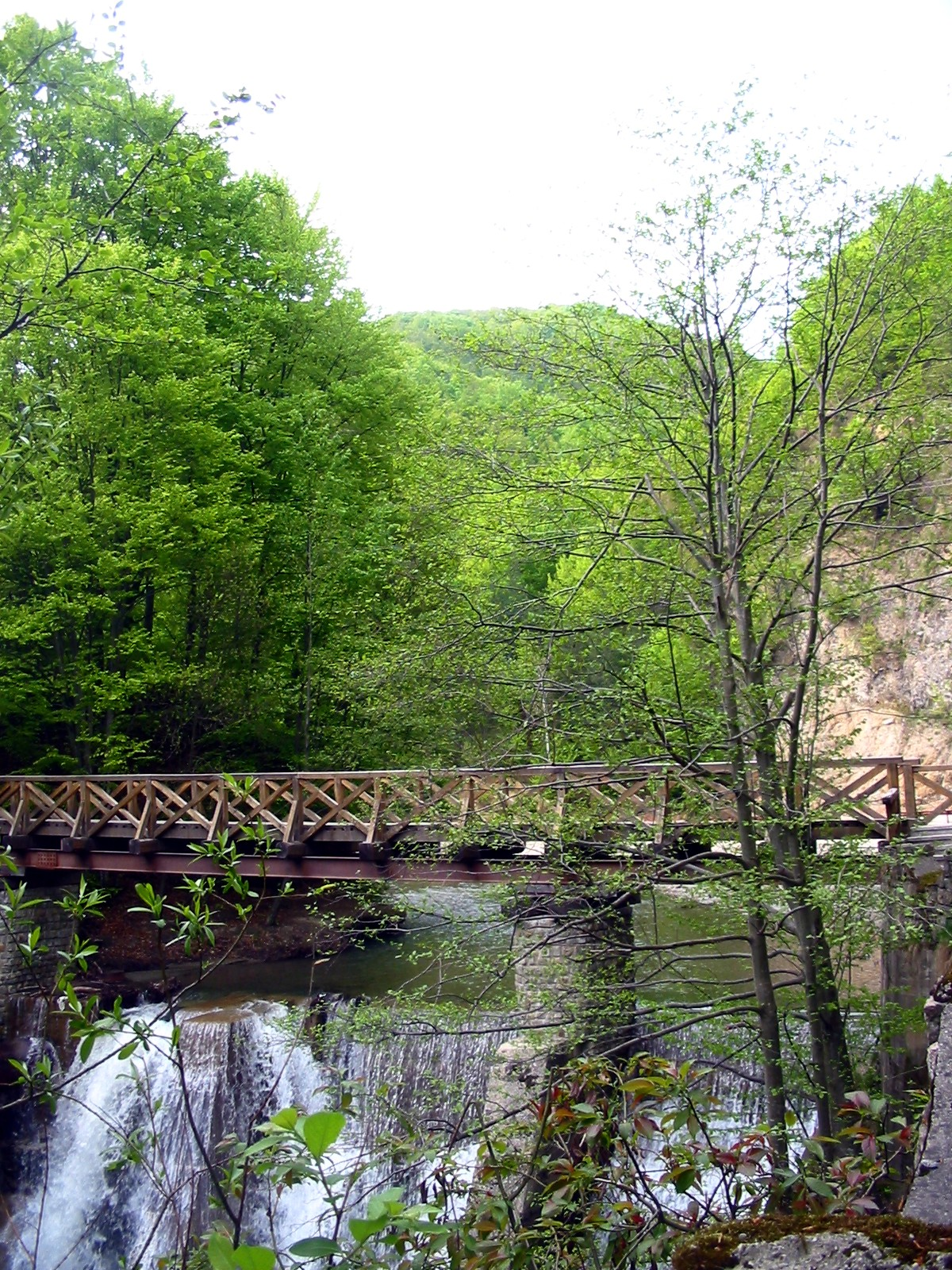

## 外部連結
- 360 Virtual Tour of Baile Olanesti - winter 2010

- ghidulprimariilor.ro （页面存档备份，存于）
- 疗养地 （页面存档备份，存于）（罗马尼亚语）